# Росси, Чезаре (композитор, 1842—1909)
Чезаре Росси (итал. Cesare Rossi; 31 декабря 1842, Неаполь — 13 марта 1909, Милан) — итальянский композитор и музыкальный педагог.
Учился в неаполитанской Консерватории Сан-Пьетро-а-Майелла у Паоло Серрао. Совершил гастрольную поездку в Лондон и Париж как пианист. По возвращении в Неаполь работал пианистом-корепетитором в театре Сан-Карло. В 1879 г. представил в разных неаполитанских театрах сразу две свои оперы: идиллию в трёх действиях «Жемчужный портрет» (итал. Il ritratto di perla, либретто Энрико Голишьяни) и оперу-буффа «Бабилас (Герцог и подеста)» (итал. Babilas (Il duca ed il podesta)). На слова Голишьяни писал также романсы.
В дальнейшем обосновался в Милане, где работал преимущественно как вокальный педагог. Среди его учеников, в частности, Инга Эрнер.